# Loldrup Sø
Loldrup Sø är en sjö på Jylland i Danmark.   Den ligger 5 km nordost om Viborg i Region Mittjylland, 210 km väster om Köpenhamn. Loldrup Sø ligger 12 meter över havet. Arean är 0,39 kvadratkilometer. Omgivningarna runt Loldrup Sø är en mosaik av jordbruksmark och naturlig växtlighet.